# Lei Federal do Brasil 8212 de 1991
A Lei 8.212/91 é uma lei ordinária brasileira que institui o plano de custeio da previdência social, ou seja, dispõe sobre as fontes de financiamento do regime geral de previdência social do Brasil, além de dispor sobre a organização da seguridade social. É composta por 105 artigos, divididos em oito títulos, tendo sido publicada no Diário Oficial da União de 25 de julho de 1991.